# Valençay (fromage)
Pour les articles homonymes, voir Valençay (homonymie).
Valençay est une appellation d'origine désignant un fromage de chèvre au lait cru du Berry, et de la région Centre-Val de Loire, en France. Elle reprend le nom de la commune homonyme.
Sa meilleure période de consommation s'étend de juin à septembre.

## Histoire
L'histoire raconte que le fromage était, au départ, de forme pyramidale élancée.
Afin que ceux qui en offraient à Napoléon ne lui rappellent pas sa défaite en Égypte, Talleyrand, résidant au château de Valençay, fit décapiter les fromages[source insuffisante].
Dans une autre version de la légende du valençay, c'est Napoléon lui-même qui, d'un coup de sabre, trancha la pointe de la pyramide qui l'humiliait[source insuffisante].

## Protection (AOC et AOP)
L'appellation valençay est protégée par une appellation d'origine contrôlée, depuis le 13 juillet 1998, et par une appellation d'origine protégée au niveau européen, depuis le 30 octobre 2014.

### Commissions
Pour utiliser commercialement l’appellation d'origine valençay, des critères de qualités précis devant être respectés, les fromages passent tous les deux mois devant une commission qui vérifie notamment le goût, la texture, la croûte, la forme et la tenue. Lors de sa commercialisation, le fromage doit comporter une étiquette verte (fermiers), ou rouge (fromages laitiers des transformateurs industriels ou artisanaux).
Deux fromages de chaque élaborateur y sont examinés ; l’un d'eux est dégusté, l’autre est analysé. Une note est attribuée à chaque fromage selon trois critères : son aspect, sa coupe et son goût (éliminatoire). Si la note globale d’un fromage est inférieure à 10 sur 20, le producteur fermier ou le transformateur laitier reçoit un avertissement. Au bout de trois avertissements, celui-ci ne peut plus utiliser l'appellation valençay pour une durée de trente jours.
La commission, mise en place par l'Institut national de l'origine et de la qualité, réunit les fromages : des producteurs fermiers et des transformateurs laitiers industriels et artisanaux, la direction des services vétérinaires et la délégation départementale de la consommation, du commerce et de la répression des fraudes.

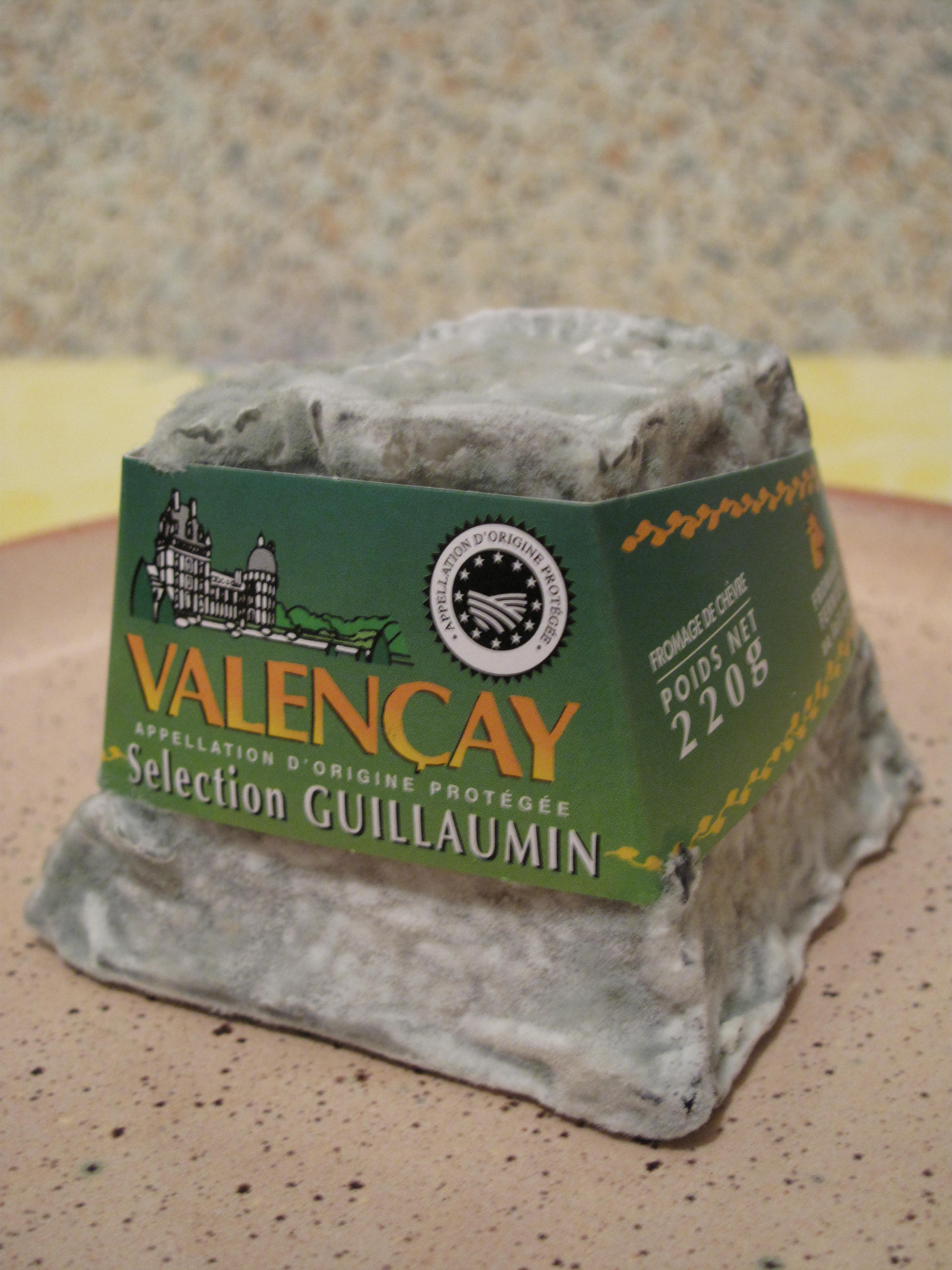
Le fromage fermier (étiquette verte) en 2010.
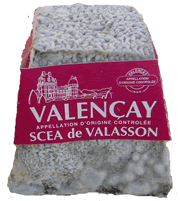
Le fromage laitier (étiquette rouge) en 2008.

## Territoire d'obtention

Territoire de l'appellation d'origine du fromage valencay.

### Communes
228 communes dont 20 dans le Cher, 174 dans l'Indre, 22 en Indre-et-Loire et 11 dans le Loir-et-Cher, font partie de l'aire géographique et de la zone de production du lait, de sa transformation et de l'affinage des fromages obtenus.

## Le fromage

### Élevage caprins
Pour produire le lait qui servira à la fabrication du fromage de Valençay, des chèvres de race alpine et saanen sont utilisées ainsi que le croisement de ces deux races. Le désaisonnement est autorisé. Le chargement maximal est de douze chèvres par hectare de surface fourragère.
En moyenne, une chèvre consomme environ 3 kg de matière sèche par jour.
La chèvre est un ruminant donc l'alimentation doit être composée majoritairement d’herbe consommée fraîche lors du pâturage ou distribuée à l’auge, conservée sous forme de foin (très sec) ou d’enrubannage (un peu plus humide). Pour compléter sa ration, on y ajoute des céréales produites sur l’exploitation (orge, avoine, maïs, colza et tournesol) et des aliments du commerce composés principalement de fourrages déshydratés (luzerne, pulpe de betterave), de céréales et d’oléagineux et de minéraux, vitamines et oligo-éléments.
L’utilisation de l’herbe enrubannée est autorisée sous certaines conditions (respect d’un taux maximal d’humidité, d’une quantité maximale distribuée par chèvre par jour et du stade de récolte de la plante).

### Production

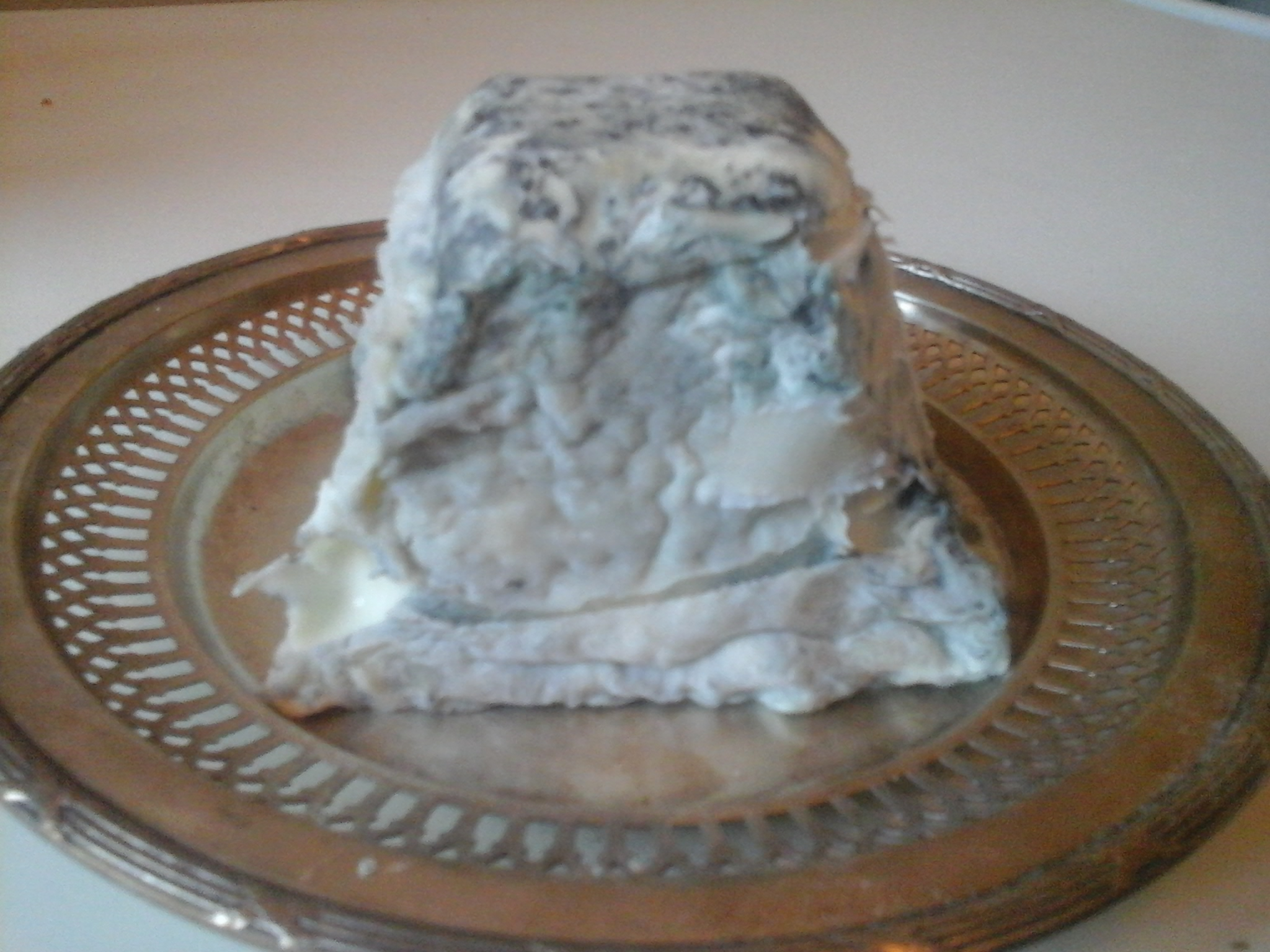
Fromage de Valençay.

Le valençay est un fromage de chèvre au lait cru et entier,, appartenant à la famille des chèvres.
Le lait mis en œuvre provient au maximum de deux traites pour les producteurs fermiers et de quatre traites pour les laiteries.
Dans un premier temps, une faible dose de présure est ajoutée afin de faire cailler le lait. Cette opération dure 24 heures,.
Ensuite, ce caillé est moulé traditionnellement. Le pré-égouttage, qui consiste à séparer le petit lait du caillé, est interdit également. Le caillé est donc repris directement dans les bacs de caillage pour être déposé dans les moules. Le caillé va rester à s’égoutter dans les moules pendant 24 heures minimum.
Après, le fromage est démoulé, puis salé et cendré en surface. Le cendrage s’effectue par l’ajout de charbon végétal alimentaire. Historiquement, la technique du cendrage était utilisée afin de permettre la conservation du produit. Il était réalisé avec du charbon provenant des sarments de vigne, ce qui explique que les fromages cendrés soient principalement produits sur des zones où il y a également de la viticulture.
Les fromages frais cendrés sont alors réessuyés, l’ajout de sel et de charbon végétal contribuant à continuer l’égouttage du fromage, pendant 24 heures minimum soit dans une salle spécifiquement destinée à cet usage, appelée séchoir, soit dans la salle de fabrication.
Pour finir, les fromages sont transférés au hâloir, cette pièce spécifique où la température ne doit pas être inférieure à 10 °C, est destinée spécifiquement à l’affinage des fromages. Durant cette phase, la couverture gris bleuté du fromage va se former, les arômes du produit vont se développer, allant des arômes lactiques pour un fromage de onze jours à des arômes caprins et/ou végétal (champignons, sous-bois, floral) pour des fromages plus longuement affinés,.
Sa base carrée est de 6 à 7 cm, et de 7 à 8 cm, de haut.
Son poids est d'environ 220 g, pour le valençay et 110 g pour le petit valençay.
Pour être commercialisé en AOP, le fromage doit être commercialisé à 11 jours minimum à compter de la date d’emprésurage et doit être muni d’une étiquette individuelle,.

### Consommation
Le valençay peut être dégusté jeune, avec une pâte onctueuse et une texture fondante, comme plus affiné, avec des arômes allant de la noix fraîche aux fruits secs.

## Chiffres de production
L'aire de production s’étend sur 700 000 hectares. Le nombre d'opérateurs est de 68, dont 59 producteurs de lait, 33 transformateurs (26 producteurs fermiers, 1 coopérative et 6 industries) et 35 affineurs.
En 2005, le volume de production commerciale était de 340 t.